# (22002) Richardregan
(22002) Richardregan (1999 XB42) – planetoida z pasa głównego asteroid okrążająca Słońce w ciągu 4,27 lat w średniej odległości 2,63 j.a. Odkryta 7 grudnia 1999 roku.